# Amphiblemma letouzeyi
Espèce
Statut de conservation UICN

VUD2 : Vulnérable
Amphiblemma letouzeyi est une espèce de plantes à fleurs de la famille de Melastomataceae et du genre Amphiblemma, endémique du Cameroun.

## Étymologie
Son épithète spécifique letouzeyi rend hommage à René Letouzey qui récolta l'holotype le 12 janvier 1974.

## Description
C'est un arbrisseau pouvant atteindre 80 cm de hauteur. Il est doté de longs poils rougeâtres à la base du limbe, dont le dessus est vert foncé, et de fleurs roses avec des poils glanduleux au bord du calice.

## Distribution
Endémique du Cameroun, relativement rare, l'espèce a été observée dans la région du Sud, notamment sur la colline Nkol Tsia, à 18 km au nord-ouest de Bipindi, au milieu d'un chaos rocheux boisé et arbustif (inselberg), à une altitude de 488 m.

N'ayant été observée que trois fois sur un même site ne dépassant pas 4 km2, elle pourrait être menacée par les projets d'extension de la zone de Kribi.